# Conus caracteristicus
Conus caracteristicus е вид охлюв от семейство Conidae. Възникнал е преди около 33,9 млн. години по времето на периода палеоген. Видът не е застрашен от изчезване.

## Разпространение и местообитание
Разпространен е в Бангладеш, Бруней, Виетнам, Индия (Андамански острови, Андхра Прадеш, Западна Бенгалия, Никобарски острови, Ориса и Тамил Наду), Индонезия, Камбоджа, Китай (Гуандун, Гуанси, Джъдзян, Дзянсу, Фудзиен и Хайнан), Малайзия (Западна Малайзия, Сабах и Саравак), Мианмар, Провинции в КНР, Тайван, Тайланд, Филипини, Шри Ланка и Япония.
Обитава пясъчните дъна на морета.